# یوزو مینامی
یوزو می‌نامی (انگلیسی: Yuzo Minami؛ زادهٔ ۱۷ نوامبر ۱۹۸۳) بازیکن فوتبال اهل ژاپن است.
از باشگاه‌هایی که در آن بازی کرده‌است می‌توان به باشگاه فوتبال اوراوا رد دیاموندز اشاره کرد.